# SAC-A
SAC-A (de l'espagnol Satelite de Aplicaciones Cientificas-A, Satellite à applications scientifiques-A)  est un petit satellite artificiel argentin développé par l'agence spatiale CONAE et mis en orbite par la mission de la Navette spatiale américaine STS-88. Ce petit satellite emporte 4 expériences destinées à valider des équipements et des technologies pour de futures missions spatiales. SAC-A est largué par l'équipage de la navette spatiale le 20 octobre 1998 et achève sa mission 10 mois plus tard.

## Contexte
SAC-A est le deuxième satellite développé par le constructeur de satellites argentin, l'INVAP, pour le compte de l'agence spatiale argentine, la CONAE. L'objectif de sa mission est de tester des systèmes optiques, de production d'énergie, de transmission de données et de contrôles depuis le sol pour les futures missions spatiales de l'Argentine en particulier pour SAC-C. La NASA passe un accord (MOU Memorandum of understanding) le 16 octobre 1997 avec la CONAE pour le développement et le lancement du satellite. Selon cet accord le centre de vol spatial Goddard apporte son assistance technique et développe le système d'éjection utilisé pour placer dans l'espace le satellite qui doit être mis en orbite au cours d'un vol de la Navette spatiale américaine.  La conception et la fabrication du satellite s'étale sur 8 mois,

## Satellite
SAC-A  est un petit satellite cylindrique de 68 kg  stabilisé par rotation.  L'énergie est fournie par des cellules photoélectriques placées sur le corps du satellite.

### Instruments scientifiques
SAC-B emporte une charge utile constituée de quatre équipements et instruments scientifiques expérimentaux :
- Un récepteur DGPS permettant au satellite de déterminer sa position de manière autonome
- Une caméra destinée à évaluer les performances du système de prise de vue depuis l'espace
- Des cellules photovoltaïques fabriquées en Argentine qui sont testées dans le milieu spatial
- Un magnétomètre permettant de mesurer le champ magnétique terrestre
- Un dispositif radio permettant de suivre les migrations dans l'hémisphère sud d'une espèce de baleines menacée d'extinction.

## Déroulement de la mission
Le satellite SAC-A fait partie de la charge utile de la Navette spatiale américaine Endeavour  dans le cadre de La mission STS-88. L'objectif principal de celle-ci est l'assemblage de Unity, le premier module américain de la Station spatiale internationale. La navette spatiale décolle le 4 décembre 1998 et le satellite est largué par l'équipage le 11e jour de la mission sur une orbite terrestre basse similaire à celle de la navette (388 km × 401 km inclinaison de 51,6°). Le contrôle de mission se fait depuis le Centro Espacial Teófilo Tabanera (es) près de Cordoba en Argentine. Le satellite est conçu pour une durée de vie de 8 mois mais il fonctionne durant 10 mois jusqu'à sa destruction lors de sa rentrée atmosphérique en octobre 1999. Le cout total de la mission est évalué à 15 millions US$